# Boissevain
Boissevain är en ort i Kanada.   Den ligger i provinsen Manitoba, i den sydöstra delen av landet, 1 900 km väster om huvudstaden Ottawa. Boissevain ligger 514 meter över havet och antalet invånare är 1 557.
Terrängen runt Boissevain är platt, och sluttar norrut. Trakten runt Boissevain är nära nog obefolkad, med mindre än två invånare per kvadratkilometer.. 
Trakten runt Boissevain består till största delen av jordbruksmark.